# Domicia
Domicia  (m. 59) fue una dama romana del siglo I.

## Familia
Domicia fue hija de Lucio Domicio Enobarbo y de Antonia la Mayor. Por parte de madre era nieta de Marco Antonio y por parte de padre fue tía de Nerón.

## Biografía
Estuvo casada con Cayo Salustio Crispo Pasieno, quien se divorció de ella para casarse con Agripina la Menor. Ambas mujeres mantenían una enconada rivalidad. Fue envenenada en el año 59&thinsp, cuando ya era de avanzada edad por orden de Nerón quien codiciaba sus propiedades de Bayas y Rávena.